# Lukov, Teplice
Lukov là một làng thuộc huyện Teplice, vùng Ústecký, Cộng hòa Séc.